# Ivalo
Ivalo (Noord-Samisch: Avvil; Inari-Samisch: Avveel) is een plaats in het noorden van Finland in de regio Lapland, gelegen op ongeveer 300 kilometer ten noorden van de poolcirkel.
Ivalo ligt aan de Ivalorivier zo’n 20 kilometer ten zuiden van het Inarimeer, het op een na grootste meer van Finland.
Het inwonertal van dit dorp met lintbebouwing ligt rond de 4000. Een verschil met andere plaatsen in de omgeving is dat Ivalo eruitziet als een echt dorp, met dichte bebouwing; terwijl elders in Lapland de dorpen meer verzamelplaatsen van diensten zijn voor de bevolking in de wijde omgeving.

## Vervoer
Ivalo is te bereiken:
- vanuit Inari 40 km langs - volgens velen - de mooiste weg van Finland, een deel van de E75;
- vanuit Sodankylä 160 km, ook via de E75, maar dan zuidwaarts door bos- en merengebied;
- vanuit Luchthaven Ivalo; Finnair onderhoudt een lijnvlucht naar Helsinki;
- met de bus uit Inari en Sodankylä (er is een groot busstation);
- over de weg vanuit Moermansk, 300 km verderop.

## Toeristische atracties
- Vanuit Ivalo zijn er met sneeuwscooters en sledehonden meerdaagse tochten te maken naar onder andere het Zweedse gedeelte van Lapland en naar een echt ijshotel in het Zweedse dorpje Jukkasjärvi.
- De kerktoren van Ivalo is gebouwd in de vorm van een skischans.
- 25 ten zuiden van Ivalo ligt een groot recreatiegebied Saariselkä.